# Schreckenmanklitz

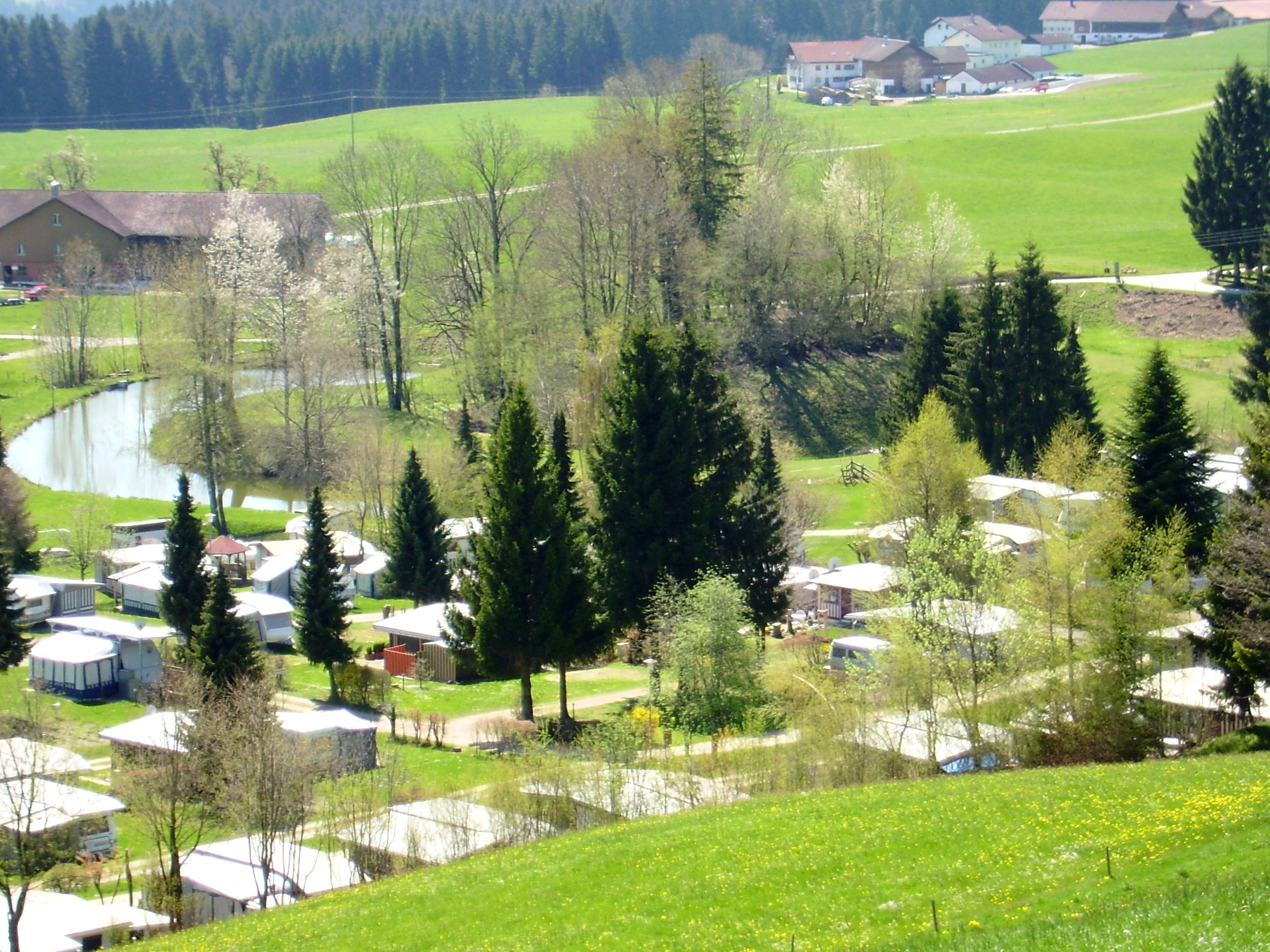
Blick zum ehemaligen Burgstall

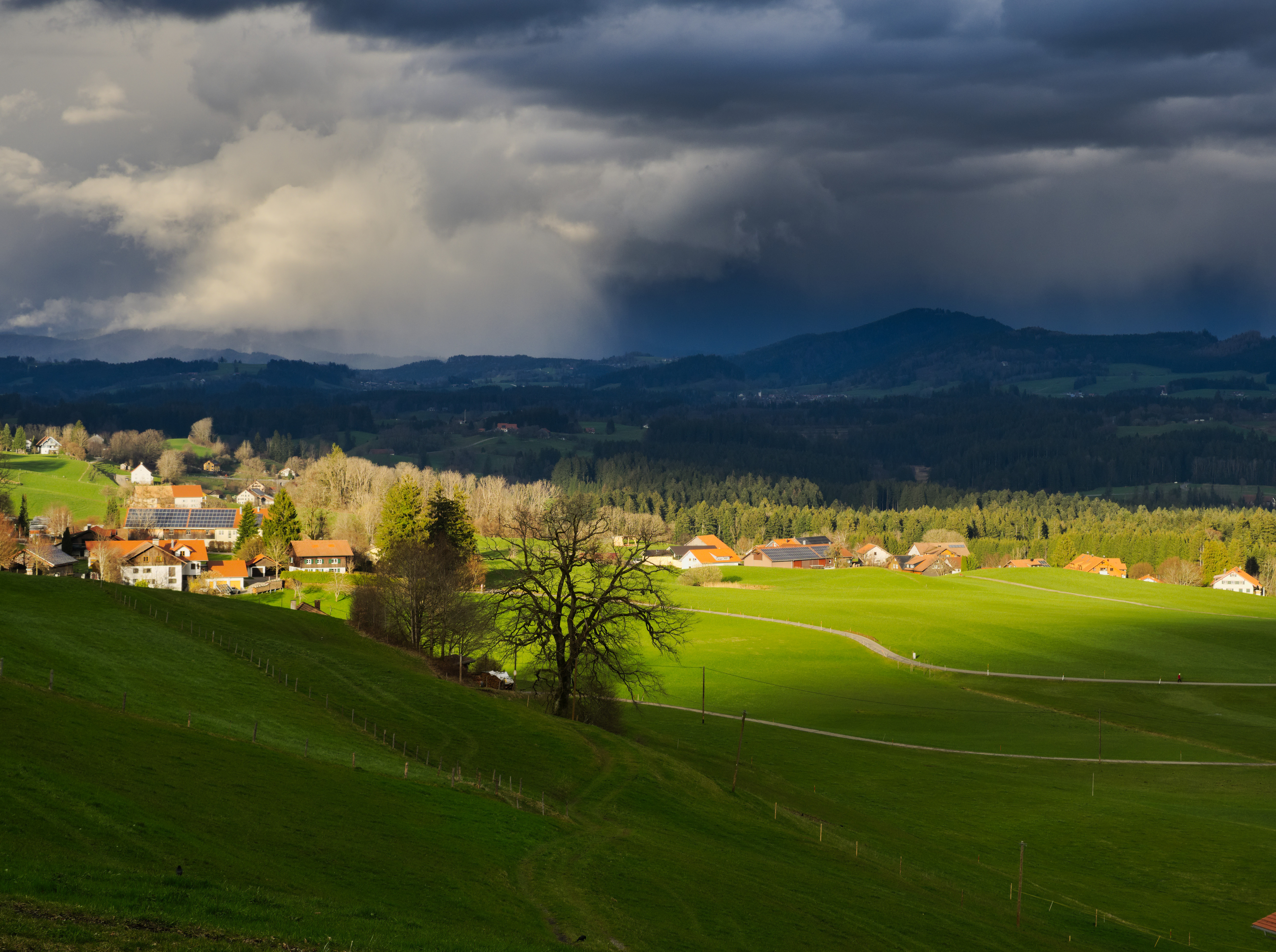
Schreckenmanklitz unterhalb der Alpenstraße mit Blick nach Ost

Schreckenmanklitz (westallgäuerisch: Schreckəmanklitz, uf Manglits)  ist ein Gemeindeteil des Markts Weiler-Simmerberg im  bayerisch-schwäbischen Landkreis Lindau (Bodensee).

## Geographie
Das Dorf liegt circa 1,5 Kilometer nordwestlich des Hauptorts Weiler im Allgäu und zählt zur Region Westallgäu. Nördlich der Ortschaft liegt Lindenberg im Allgäu und dort verläuft auch die Queralpenstraße B 308.

## Ortsname
Der Ortsname setzt sich aus dem Personennamen Antlǖt – vom mittelhochdeutschen antlǖtte für Antlitz – sowie dem Familiennamen Schreck zusammen und bedeutet Ansiedlung des Antlǖt, durch den Zusatz des Familiennamens Schreck unterschieden.

## Geschichte
Erstmals wurde der Ort mit der Burg Schreckenmanklitz 1366 als „zum Anklis“ urkundlich erwähnt. Haber- und Geldzinse der Gehöfte wurden zu dieser Zeit an den Schreck zum anklns abgegeben.

## Baudenkmäler
Siehe: Liste der Baudenkmäler in Schreckenmanklitz